# サワー・ミルク・シー
「サワー・ミルク・シー」（Sour Milk Sea）は、イギリスのロック歌手、ジャッキー・ロマックスの楽曲である。1968年8月にアップル・レコードからシングル盤として発売された。作詞作曲はジョージ・ハリスン。レコーディングには、ハリスンとエリック・クラプトン、ニッキー・ホプキンスのほか、ハリスンのバンドメイトであるリンゴ・スターとポール・マッカートニーが参加した。
本作はハリスンがインドのリシケーシュにて、マハリシ・マヘーシュ・ヨーギーのもと超越瞑想の修行を行っていた時に書いた楽曲で、5月にイーシャーにある自宅でデモ音源が録音された。シングルは、ビートルズの『ヘイ・ジュード』、メリー・ホプキンの『悲しき天使』と同時発売されたが、カナダのチャートで上位30位以内に入った以外は、チャートインすることはなかった。B面には「イーグル・ラーフ・アト・ユー」が収録され、両曲とも1969年3月に発売されたスタジオ・アルバム『驚異のスーパー・セッション』に収録された。

## 背景
「サワー・ミルク・シー」は、ジョージ・ハリスンが1968年2月から3月にかけてインドのリシケーシュを訪れ、マハリシ・マヘーシュ・ヨーギーのもとで超越瞑想の修行を行っていた時期に書いた楽曲の1つだった。1966年9月に初めてインドを訪れて以降、ハリスンはマハリシの教えに夢中になり、1968年にビートルズのバンドメイトを率いてリシケーシュで超越瞑想を修行するに至った。1968年に発行されたライフ誌は「ビートルズのインドの訪問が、西洋の若者が超越瞑想や東洋のスピリチュアリティに幅広い関心を引き起こすきっかけとなった。」と報じており、作家のサイモン・レンは本作が瞑想のさらなる促進に繋がったとし、同じくハリスンの作品でヒンドゥー教の教えを取り入れた「ウィズイン・ユー・ウィズアウト・ユー」の発展形としている。
曲名は密教画「Kalladadi Samudra」に由来したもので、ハリスンは著書『I・ME・MINE』で「『サワー・ミルク・シー』で言いたかったのは、たとえ酷いことになろうとも、泣き言を言ってまわるのはよせ、自分でなんとかしろということだった」と説明している。

## ビートルズによるデモ音源
インドから帰国したビートルズは、1968年5月下旬にイーシャーにあるハリスンの自宅に集まり、後のアルバム『ザ・ビートルズ (ホワイト・アルバム)』のためのレコーディング・セッションの準備を行った。この時点でビートルズはマハリシとの関係を断（）っていた。
デモ音源は、ハリスンが所有するアンペックス製の4トラック・レコーダーを使用して録音された。このデモ音源では、ハリスンがファルセットを使って歌っていて、伴奏はアコースティック・ギターとパーカッションのみで構成されている。後に行われたアルバムのレコーディング・セッションはメンバー間の不調和などが特徴となっているが、音楽評論家のケネス・ウォマックは、ハリスンの自宅で録音されたデモ音源について「ビートルズが一致団結して、彼らの音楽にある純粋な楽しさに高揚していることを示している」と述べている。レンもこのデモ音源を「真の熱意をもったエキサイティングな」バージョンと評している。デモ音源は、長らく公式作品には収録されず、『Acoustic Masterpieces (The Esher Demos)』をはじめとした海賊盤のみで流通していたが、2018年に発売された『ザ・ビートルズ (ホワイト・アルバム) 〈スーパー・デラックス・エディション〉』に、本作を含むイーシャー・デモがすべて収録された。
その後行われた『ザ・ビートルズ (ホワイト・アルバム)』のためのレコ―ディン・セッションで、ビートルズが本作のレコーディングを行うことはなかった。ハリスンは、ジャッキー・ロマックスに本作を提供することを決めた。ロマックスは、2004年のインタビューで、ハリスンの助けを借りることができて「ラッキー」だったとし、同時にビートルズ内でのハリスンの立場についても言及している。

## レコーディング
ロマックスは、ハリスンをプロデュースに迎えて「サワー・ミルク・シー」をシングルとして発売した。レコーディングは、1968年6月24日にEMIレコーディング・スタジオで開始された。レコーディングは、ロマックスがボーカル、ハリスンとエリック・クラプトンがギター、ニッキー・ホプキンスがピアノ、ポール・マッカートニーがベース、リンゴ・スターがドラムスという編成で行われたが、マッカートニーのみ初日のセッションの際にカリフォルニアに出張していたため、25日のセッションからの参加となった。アップル・レコードからデビューしたアーティストの作品には、ビートルズのメンバーが1人ずつ参加しているが、本作はバンドの3人以上のメンバーが他のアーティストのレコーディングに参加した唯一の例となっている。
クラプトンは、レコーディングのベースとなったビートルズの演奏にはない、ギターリフをエレクトリック・ギターで演奏している。後にロマックスは「インストゥルメンタルとしてうまくいったと思った」と語っており、「ボーカルのオーバー・ダビングのときに、コントロールルームから3人のビートルズが僕を見ていてすごく緊張した」と振り返っている。ハリスンは本作において、アコースティック・ギターの他に、エレクトリック・ギターのソロも演奏した。ハリスンのギターソロは、曲が始まって2分の付近でクラプトンのリードギターのブレイクの直後に入る。なお、ハモンドオルガンもこの付近で入ってくる。6月26日にレコーディングが完了した。
ハリスンのバンドメイトであるジョン・レノンは、本作について「ジョージのキャリアにおける3つの重要な作品のうちの1つ」としている。なお、本作はハリスンが初めて別のアーティストに譲り渡した楽曲だった。

### イーグル・ラーフ・アト・ユー
シングル盤のB面には、ロマックスが作曲した「イーグル・ラーフ・アト・ユー」が収録された。「サワー・ミルク・シー」と同様に、ハリスンがプロデュースを手がけており、1968年6月24日から26日の3日間でレコーディングされた。「イーグル・ラーフ・アット・ユー」において、ロマックスはリズムギターとベースを演奏し、ハリスンがリードギター、トニー・ニューマンがドラムスを演奏したとされている。

## リリース
「サワー・ミルク・シー」は、アメリカでは1968年8月26日、イギリスでは9月6日にシングル盤として発売された。シングル盤はアップル・レコードの「Our First Four」シリーズの一環として、ビートルズの『ヘイ・ジュード』、メリー・ホプキンの『悲しき天使』、ブラック・ダイク・バンドの『シングマイボブ』との同時発売だった。
シングル盤に関して大々的なプロモーション活動が行われたが、『ビルボード』誌が発表したBubbling Under Hot 100で2週連続で117位を記録しただけで、イギリスのシングルチャートにチャートインすることはなかった。一方、カナダでは1968年11月のRPM Top 100で最高位29位を獲得した。翌年に発売されたアルバム『驚異のスーパー・セッション』に、B面曲の「イーグル・ラーフ・アト・ユー」とともに収録された。その後、1971年6月にアップル・レコードは本作のシングル盤をB面に「フォール・インサイド・ユ・アイズ」を収録して再発売したが、こちらもシングルチャートにチャートインすることはなかった。
マッカートニーは、1969年に発表したシングル曲「ゲット・バック」の歌詞に、本作の「Get back to the place you should be」というフレーズを変形させて「Get back to where you once belonged （元いた場所に帰れよ）」というフレーズを加えている。
本作は、2010年に発売されたアップル・レコードに所属アーティストの楽曲を集めたコンピレーション・アルバム『Come and Get It: The Best of Apple Records』にも収録された。同時にモノラル・ミックスのダウンロード配信も開始された。2015年に発売されたボックス・セット『Rare, Unreleased and Live, 1965-2012』には、BBCラジオで録音された本作と「イーグル・ラーフ・アト・ユー」が収録された。

## 批評や文化的影響
「サワー・ミルク・シー」は、1968年にシングル盤として発売されたのち、音楽評論家から肯定的な評価を得た。『NME』誌のデレク・ジョンソンは「素晴らしいR&Bナンバー」と評し、『レコード・ワールド』誌はシングルを4つ星とし、「新しいビートルズの弟分のハードロック。濛々たるサウンドで構成されている」と評した。また、レコーディングにビートルズのメンバーやクラプトンが参加していたことから、ロックのファンの間でも一定の評価を得ていた。1970年にフレディ・マーキュリーが参加していたバンドの名前は、本作のタイトルから採られたもの。1971年に『ローリング・ストーン』誌で本作のレビューを書いたベン・エドモンズは、曲について「素晴らしい」と評価する一方で、「ロマックスがスーパースターたちの中に埋もれそう」と示唆した。この3年後に『ジグザグ』誌のアンディ・チャイルズは「ロマックスの歌声がすばらしい実にダイナミックなロックチューン」と称賛した。
ビートルズの伝記作家であるブルース・スパイザーは、ロマックスのシングル盤の商業的な失敗の原因を『ヘイ・ジュード』や『悲しき天使』との同時発売としている。同じくジョン・ウィンは「優れたデビューであり、商業的な失敗は不可解だ」と述べている。

## クレジット
※出典
- ジャッキー・ロマックス（英語版） - ボーカル
- ジョージ・ハリスン - アコースティック・ギター、リードギター（ソロ）[39]
- エリック・クラプトン - リードギター
- ニッキー・ホプキンス - ピアノ
- ポール・マッカートニー - ベース
- リンゴ・スター - ドラ厶
- 演奏者不明 - ハモンドオルガン